# Знову ти
Знову ти (англ. You Again) — американська романтична комедія 2010 року випуску.

## Сюжет
Марні, будучи лузером і посміховиськом всієї школи, зробила хорошу кар'єру і добилася успіху в житті. Скоро весілля її улюбленого брата Вілла, і вона, відклавши всі справи, повертається додому. Але уявляєте здивування Марні, коли вона дізнається, що наречена брата - підла Джоанна, колишня зірка школи, через яку Марні довелося не солодко в шкільні часи. Джоанна перетворювала шкільне життя Марні на суцільний кошмар. Але мама переконує дівчину, що треба лишити минуле позаду і налагодити стосунки. Але думка матусі міняється відразу ж, як тільки тітка Джоанни приїжджає в гості. Виявляється, історія друзів-ворогів Джоанни-Марні почалася ще на покоління раніше ...

## В ролях
- Крістен Белл в ролі Марні
- Крістін Ченовет в ролі Монік Лерокс
- Дженна Лейг Ґрін в ролі Гетер
- Віктор Ґарбер в ролі Марка
- Джемі Лі Кертіс в ролі Ґейл
- Біллі Анґер в ролі Бена
- Крістін Лакін в ролі Тейлор
- Бетті Вайт в ролі бабусі Банні
- Сігурні Вівер в ролі тітки Рамони
- Одетт Юстман в ролі Джоанни
- Кайл Борнгаймер в ролі Тіма
- Патрік Даффі в ролі Річчі
- Меґан Голдер в ролі Кендел
- Шон Вінґ в ролі Чарлі
- Джеймс Волк
- Анна А. Вайт в ролі LouAnne
- Кордел Франціс